# Tiia Jansen
Tiia Jansen (2002) è una giocatrice di football americano finlandese, che gioca gioca come wide receiver per le Turku Trojans..

## Palmarès
- 2 Naisten Vaahteraliiga (Turku Trojans, 2023, 2024)